# Kim Clijsters
Kim Antonie Lode Clijsters (/kɪm klɛistərs/, ngheⓘ; sinh ngày 8 tháng 6 năm 1983) là cựu vận động viên quần vợt số 1 thế giới người Bỉ. Cô đã giã từ sự nghiệp quần vợt tháng 5 năm 2007 sau giải đấu tại Warszawa, Ba Lan. Vào ngày 26 tháng 3 năm 2009, Clijsters đã tuyên bố sẽ trở lại thi đấu vào mùa giải sân cứng. Ngay sau đó cô đã giành chức vô địch Mỹ mở rộng thứ hai trong sự nghiệp, lần lượt vượt qua Serena Williams và Venus Williams. Trong trận chung kết, cô đã giành chiến thắng trước Caroline Wozniacki, 7–5, 6–3.
Trong sự nghiệp quần vợt chuyên nghiệp cô đã giành được 35 danh hiệu đơn trong đó có 2 giải Mỹ Mở rộng năm 2005 và 2009, 2 danh hiệu WTA Championships năm 2002 và 2003. Ở nội dung đôi cô giành được 11 danh hiệu trong đó có 2 danh hiệu Grand Slam là Giải quần vợt Pháp Mở rộng và Wimbledon năm 2003.

## Cuộc sống
Clijsters sinh ngày 08 Tháng Sáu 1983, tại Bilzen, Limburg, ở khu vực Flemish của Bỉ. Cô là con gái của Lei Clijsters, cựu cầu thủ bóng đá quốc tế, và Els Vandecaetsbeek, cựu vô địch quốc gia thể dục dụng cụ. Lei Clijsters đã chết vì ung thư da ngày 4 tháng 1 năm 2009 Clijsters cho biết cô được thừa hưởng chân cầu thủ bóng đá từ cha mình và tính linh hoạt của thể dục từ mẹ mình.. Kim của em gái Elke hoàn thành năm 2002 như là thế giới ITF vô địch Junior đôi và đã nghỉ hưu trong năm 2004 sau khi chấn thương trở lại.
Trong tháng 12 năm 2003, Clijsters đã thông báo đính hôn với người Úc Lleyton Hewitt, nhưng mối quan hệ của họ kết thúc vào tháng 10 năm 2004. Clijsters vẫn trìu mến được gọi là "Úc Kim" của Úc. Trong tháng 10 năm 2006, Clijsters đã thông báo đính hôn với cầu thủ bóng rổ người Mỹ Brian Lynch, người có trụ sở tại thành phố quê hương của Kim của Bree. Trong một cuộc phỏng vấn với Sportweekend (một chương trình thể thao trên truyền hình Flemish Bỉ), Clijsters cho biết cô đã nghỉ hưu để bắt đầu một gia đình. Clijsters và Lynch cưới vào 13 tháng 7 năm 2007, lúc 6 giờ sáng tại hội trường thành phố Bree. Cô đã kết hôn có mặt thị trưởng, với Elke em gái, anh trai của Pat Lynch Lynch, và cả hai bộ của cha mẹ hiện nay.
Clijsters đã sinh con gái vào ngày 27 tháng hai 2008, lúc 1:35 giờ chiều tại bệnh viện Vesalius trong Tongeren, Bỉ. Các cô gái, Jada Ellie, nặng 3,035 kg và đo 51 cm.

## Chung kết Grand Slam đơn

### Vô địch (4)
| Năm  | Giải đấu   | Đối thủ trong trận chung kết | Tỉ số         |
| ---- | ---------- | ---------------------------- | ------------- |
| 2005 | Mỹ Mở rộng | Mary Pierce                  | 6-3, 6-1      |
| 2009 | Mỹ Mở rộng | Caroline Wozniacki           | 7-5, 6-3      |
| 2010 | Mỹ Mở rộng | Vera Znovareva               | 6-2, 6-1      |
| 2011 | Úc Mở rộng | Lý Na                        | 3-6, 6-3, 6-3 |

### Á quân (4)
| Năm  | Giải đấu             | Đối thủ trong trận chung kết | Tỉ số           |
| ---- | -------------------- | ---------------------------- | --------------- |
| 2001 | Pháp Mở rộng         | Jennifer Capriati            | 1-6, 6-4, 12-10 |
| 2003 | Pháp Mở rộng (lần 2) | Justine Henin                | 6-0, 6-4        |
| 2003 | Mỹ Mở rộng           | Justine Henin                | 7-5, 6-1        |
| 2004 | Úc Mở rộng           | Justine Henin                | 6-3, 4-6, 6-3   |